# Скуинцано
Скуинца́но (итал. Squinzano) — коммуна в Италии, располагается в регионе Апулия, в провинции Лечче.
Население составляет 14 774 человека (2008 г.), плотность населения составляет 509 чел./км². Занимает площадь 29 км². Почтовый индекс — 73018. Телефонный код — 0832.
Покровителем коммуны почитается святитель Николай Мирликийский, чудотворец, празднование 6 декабря.

## Демография
Динамика населения:

## Администрация коммуны
- Официальный сайт: http://www.comune.squinzano.le.it/